# 1798年バタヴィア共和国憲法国民投票
1798年4月23日、バタヴィア共和国憲法国民投票（バタヴィアきょうわこくけんぽうこくみんとうひょう）が行われた。前回の1797年バタヴィア共和国憲法国民投票がクーデターを引き起こした後、新しい憲法が起草され、国民投票にかけられた。この国民投票では連邦制の反対者のみ投票を許可された。
国民投票の後、単一国家の支持者が再びクーデターを行い、1798年7月に憲法を実施させた。しかし、バタヴィア共和国に絶大な影響力を誇るフランスはこの憲法に満足せず、新しい憲法を起草させて1801年バタヴィア共和国憲法国民投票を行わせた。

## 結果
| 投票                   | 票数    | 割合 (%) |
| ---------------------- | ------- | -------- |
| 賛成                   | 153,913 | 92.99    |
| 反対                   | 11,597  | 7.01     |
| 合計                   | 165,510 | 100      |
| 有権者数/投票率        | 400,000 | 41.38    |
| 出典: Direct Democracy |         |          |